# Fòmit
Un fòmit és qualsevol objecte o substància susceptible de dur organismes infecciosos (com els gèrmens o paràsits) i per tant, transferir-los d'un individu original a un altre. Un fòmit pot ser qualsevol cosa (com un drap o una baieta). Les cèl·lules de la pell, els cabells, la roba i la roba de llit són fonts comunes de contaminació de l'hospital. La paraula fòmit és un neologisme procedent del plural llatí (fōmĭtēs) del singular (fōmĕs), que significa literalment esca o metxa.
Els fòmits s'associen especialment amb les infeccions nosocomials, ja que són possibles vies de transmissió de patògens entre pacients. Els estetoscopis i les corbates són dos fòmits associats als proveïdors d'atenció sanitària. Els equips hospitalaris bàsics, com ara tubs de degoteig intravenós, catèters, i l'equip de suport vital també poden ser portadors, quan els agents patògens formen biofilms sobre les superfícies. L'esterilització d'aquests d'objectes evita la infecció creuada.
Els investigadors han descobert que les superfícies llises i no poroses transmeten els bacteris i els virus millor que els materials porosos (per exemple, el paper moneda).

La raó és que, sobretot, en materials porosos i especialment els fibrosos absorbeixen i atrapen els agents contagiosos, pel que és més difícil transmetre'ls pel simple contacte.